# 亚瑟·艾金
亚瑟·艾金（1773年5月19日—1854年4月15日）是一位英国化学家、矿物学家和科学作家。亚瑟·艾金是伦敦化学学会的创始成员、早期司库和第二任会长。